# غواصة يو-8 (ألمانيا)
غواصة يو-8 كانj غواصة من طراز يو5، وتعتبر واحد من 329 غواصة خدمت في البحرية الإمبراطورية الألمانية في الحرب العالمية الأولى. كان يو-8 منخرطا في الحرب البحرية وشارك في معركة الأطلنطي الأولى. أغرقت غواصة يو 8 في 4 مارس 1915 في القناة الإنجليزية. في يونيو 2015 تم استعادة مروحة الغواصة، التي تم إزالتها بشكل غير قانوني من بين الحطام، وقدمت إلى البحرية الألمانية.  في يوليو 2016 تم تحديد حطام يو-8 رسميا كموقع محمي.